# Helen Vendler
Helen Hennessy Vendler (Boston, 30 de abril de 1933-Laguna Niguel, 23 de abril de 2024) fue una poeta y crítica en literatura estadounidense.

## Vida y Carrera
Vendler escribió libros sobre Emily Dickinson, W.B. Yeats, Wallace Stevens, Jhon Keats y Seamus Heaney. Helen fue profesora de Inglés en la Universidad de Harvard (1980), y posteriormente alternó entre las Universidades de Harvard y Universidad de Boston (1981-1984). En 1990 fue designada como profesora en la cátedra de la Universidad A. Kingsley Porter, fue la primera mujer que obtuvo ese puesto. También impartió clases en las Universidades de Cornell, Swarthmore , la facultad de Smith  y la Universidad de Boston. Fue la esposa de Zeno Vendler con quien tuvo un hijo (posteriormente se divorciaron), Vendler recibió un premio en la facultad de Bates (1992).
Obtuvo un A.B en Química en el Emmanuel College, obtuvo una Beca Fulbright  en Matemáticas, antes de obtener su Doctorado en Inglés y en Literatura Americana en la Universidad de Harvard. También fue jurado en los premios Pulitzer y en el premio del libro Nacional en la categoría Poesía.
En 2004 el Fondo Nacional de Humanidades seleccionó a Vendler en la conferencia Jefferson en el gobierno federal de Estados Unidos, lo que significa uno de los más altos logros en humanidades. La lectura de Vendler se tituló “ The Ocean, the Bird, and the Scholar”, extraído de una serie de poemas de Wallace Stevens quien abogó por el rol  de las artes (en oposición con la historia y la filosofía) en el estudio de las humanidades, usando poemas de Wallace Stevens para argumentar el papel de las artes (en contraposición a la historia y la filosofía) en el Estudio de Humanidades. Fue miembro de la Academia Noruega de Ciencia y Letras.